# David Rheem
David Y. „Chino“ Rheem (* 15. April 1980 in West Palm Beach, Florida) ist ein professioneller US-amerikanischer Pokerspieler mit asiatischen Wurzeln.
Rheem hat sich mit Poker bei Live-Turnieren mehr als 14 Millionen US-Dollar erspielt. Er ist dreifacher Titelträger der World Poker Tour und gewann 2019 das Main Event des PokerStars Caribbean Adventures sowie 2023 die PGT Mixed Games Championship.

## Persönliches
Rheem machte 1997 einen Abschluss an der Berkmar High School in Lilburn im US-Bundesstaat Georgia. Mit 18 Jahren zog er nach Los Angeles. Nachdem eine viermonatige Haftstrafe wegen Einbruch, Diebstahl und Besitz von Marihuana gegen ihn verhängt worden war, verließ Rheem Kalifornien. Heute lebt er in Miami.

## Pokerkarriere

### Werdegang
Rheem spielt seit 1998 Poker. Er begann mit kleineren Einsätzen im Seminole Hard Rock Hotel & Casino in Hollywood im US-Bundesstaat Florida und erzielte seine erste Geldplatzierung Mitte Juni 2004 in Inglewood. Im Juni 2005 war Rheem erstmals bei der World Series of Poker (WSOP) im Rio All-Suite Hotel and Casino am Las Vegas Strip erfolgreich und konnte sich zweimal in den Geldrängen platzieren. Bei der WSOP 2006 verpasste er nur knapp den Gewinn eines Bracelets und belegte bei einem Turnier der Variante No Limit Hold’em hinter Allen Cunningham den mit mehr als 300.000 US-Dollar dotierten zweiten Platz. Zwei Jahre später erreichte er beim Main Event den Finaltisch, der im November 2008 ausgespielt wurde. Obwohl er als Shortstack an den Tisch ging, wurde Rheem von vielen als Favorit gehandelt. Er beendete das Turnier auf dem siebten Platz und erhielt ein Preisgeld von mehr als 1,5 Millionen US-Dollar.
Mitte Dezember 2008 gewann Rheem das Five Diamond World Poker Classic der World Poker Tour (WPT) im Hotel Bellagio am Las Vegas Strip und kassierte dafür erneut über 1,5 Millionen US-Dollar. Im August 2011 siegte er beim Main Event der Epic Poker League und sicherte sich eine Million US-Dollar Preisgeld. Mitte Mai 2013 holte sich Rheem seinen zweiten WPT-Titel und siegte bei der WPT World Championship für mehr als eine Million US-Dollar Siegprämie. Mitte April 2016 gewann er den Seminole Hard Rock Poker Showdown in Hollywood und damit als vierter Spieler nach Gus Hansen, Carlos Mortensen und Anthony Zinno seinen dritten Titel der World Poker Tour. Im Januar 2019 setzte sich Rheem beim Main Event des PokerStars Caribbean Adventures auf den Bahamas durch und erhielt eine Siegprämie von mehr als 1,5 Millionen US-Dollar. Rund drei Wochen später belegte er bei der A$25.000 Challenge der Aussie Millions Poker Championship in Melbourne den mit rund 415.000 Australischen Dollar dotierten dritten Platz. Im März 2022 erzielte der Amerikaner bei den US Poker Open im Aria Resort & Casino am Las Vegas Strip einen zweiten und einen ersten Platz, was ihm Preisgelder von rund 480.000 US-Dollar einbrachte. An gleicher Stelle gewann er Ende April 2022 nach Siegen gegen Nick Schulman, Jeremy Ausmus, Bill Klein, Isaac Kempton und Darren Elias die Erstaustragung des Heads-Up Showdown mit einer Siegprämie von 400.000 US-Dollar. Bei der WSOP 2022, die erstmals im Bally’s Las Vegas und Paris Las Vegas ausgespielt wurde, erreichte Rheem den Finaltisch der Pot-Limit Omaha Hi-Lo 8 or Better Championship und belegte nach verlorenem Heads-Up gegen Eli Elezra den mit knapp 380.000 US-Dollar dotierten zweiten Rang. Ende September 2023 erzielte Rheem bei den Poker Masters im Aria Resort & Casino fünf Geldplatzierungen und sicherte sich insbesondere aufgrund seines Sieges beim vierten Event Preisgelder von rund 600.000 US-Dollar sowie den dritten Platz beim Rennen um das Purple Jacket™. Auch bei den eine Woche später an gleicher Stelle ausgespielten PGT Mixed Games II entschied er mit dem zweiten Turnier in Big Bet Mix ein Event für sich und erhielt den Hauptpreis von 171.000 US-Dollar. Bei der Turnierserie platzierte sich der Amerikaner ebenfalls bei vier weiteren Events in den Geldrängen und wurde als erfolgreichster Spieler mit zusätzlichen 25.000 US-Dollar prämiert.

### Preisgeldübersicht
| Jahr   | Preisgeld (in $) | Turniersiege |
| ------ | ---------------- | ------------ |
| 2004   | 1.165            | 0            |
| 2005   | 97.224           | 1            |
| 2006   | 429.273          | 1            |
| 2007   | 40.453           | 1            |
| 2008   | 3.409.624        | 1            |
| 2009   | 310.225          | 2            |
| 2010   | 302.067          | 1            |
| 2011   | 1.054.431        | 1            |
| 2012   | 143.145          | 0            |
| 2013   | 1.368.777        | 2            |
| 2014   | 181.589          | 0            |
| 2015   | 38.277           | 0            |
| 2016   | 827.280          | 1            |
| 2017   | 643.218          | 0            |
| 2018   | 91.026           | 0            |
| 2019   | 2.012.924        | 1            |
| 2020   | 293.548          | 0            |
| 2021   | 68.326           | 0            |
| 2022   | 1.527.044        | 2            |
| 2023   | 1.428.269        | 2            |
| gesamt | 14.267.885       | 16           |